# Vaginalapplikator
Als Vaginalapplikatoren werden Verpackungen von Medikamenten, Cremes und Gelen bezeichnet (Vaginalium), die zum Einbringen in die Vagina optimiert sind. Applikatoren aus Kunststoff mit einer Messskala haben den Vorteil, dass die Dosierung speziell bei hormonhaltigen Cremes an den individuellen Bedarf angepasst werden kann. Die Frau kann bei einer östrogenhaltigen Creme zur Vermeidung von Nebenwirkungen in Rücksprache mit ihrem Gynäkologen eine niedrigere Dosierung ausprobieren. Applikatoren aus Kunststoff können, sofern keine Infektion vorliegt, nach Gebrauch mit warmem Wasser abgewaschen und wiederverwendet werden. 
Zudem werden Einführhilfen zur Platzierung von Scheidentampons als Vaginalapplikatoren bezeichnet. Die Applikatoren für Tampons sind aus Pappe und nur für den einmaligen Gebrauch bestimmt. 

Vaginalapplikatoren
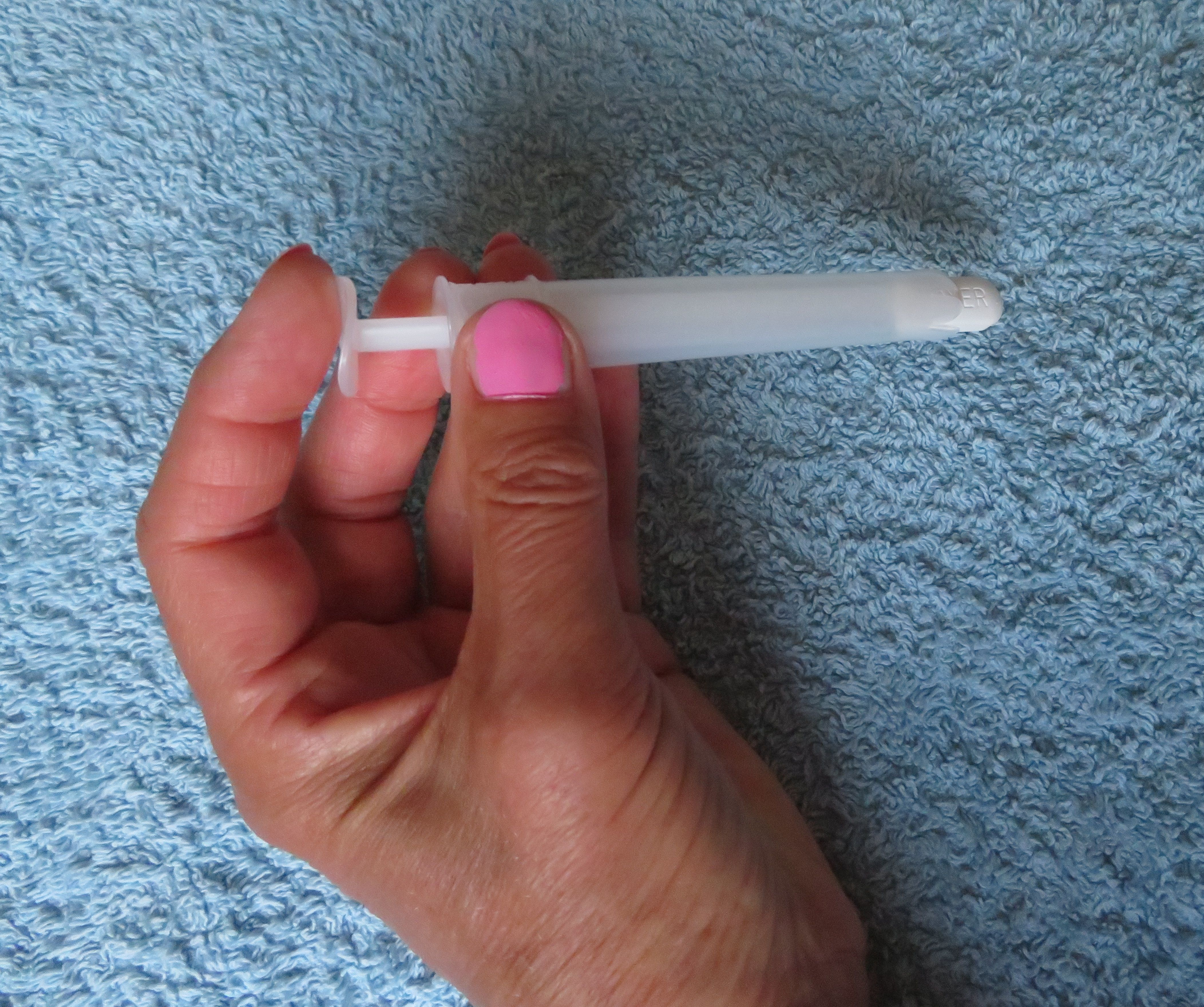
Handhabung eines Applikators für eine Vaginaltablette.
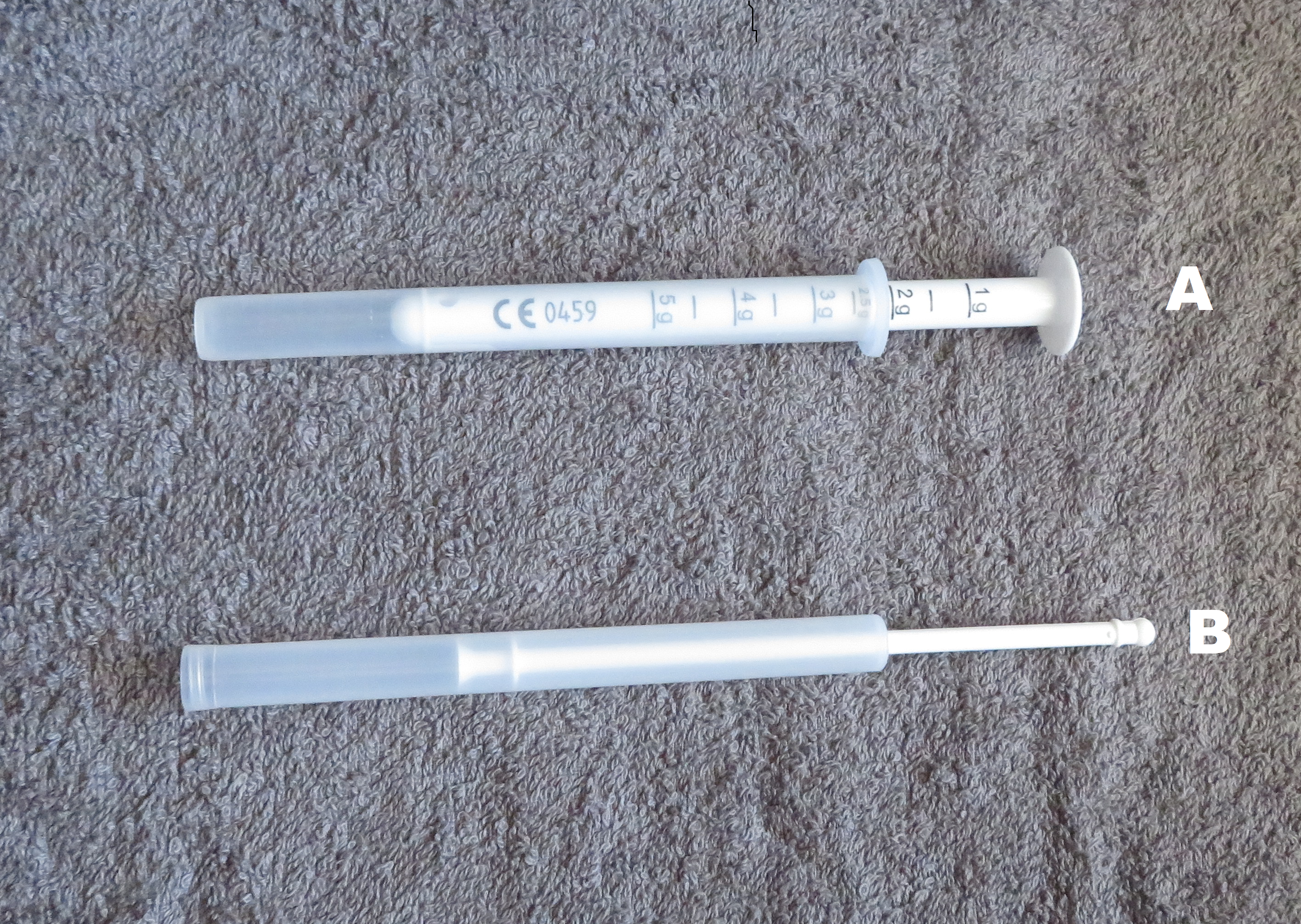
A: Applikator für Vaginalcremes mit Messskala zur genauen Dosierung. B: Applikator ohne Messskala.
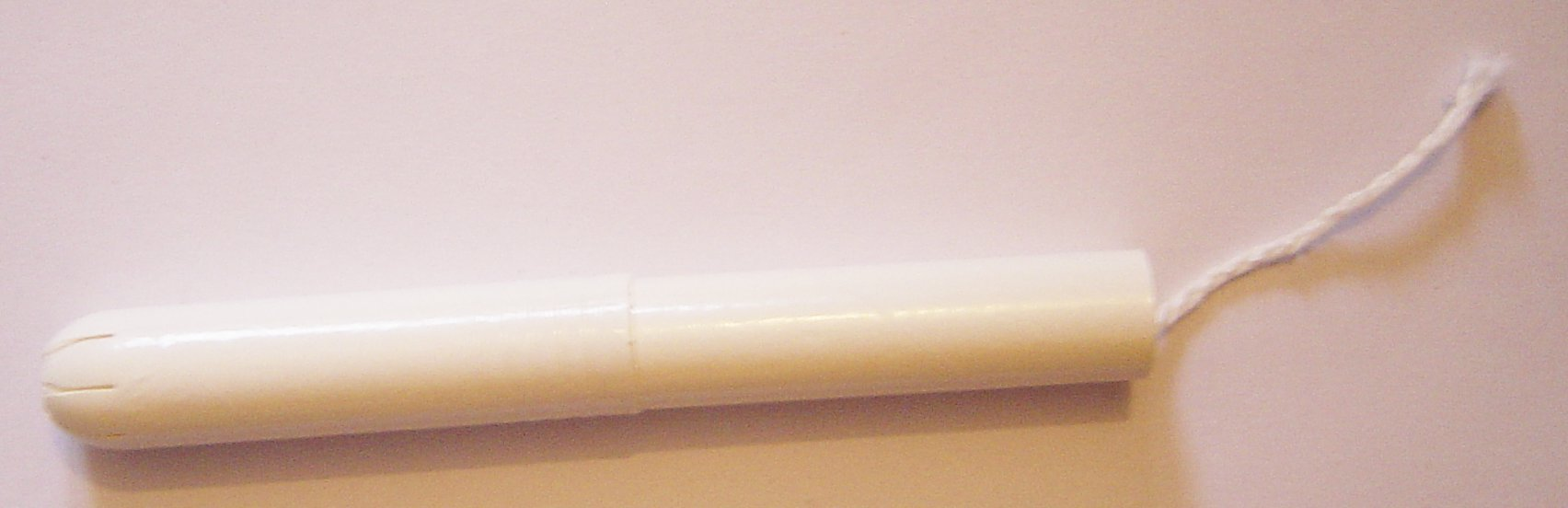
Tampon in einem Vaginalapplikator.
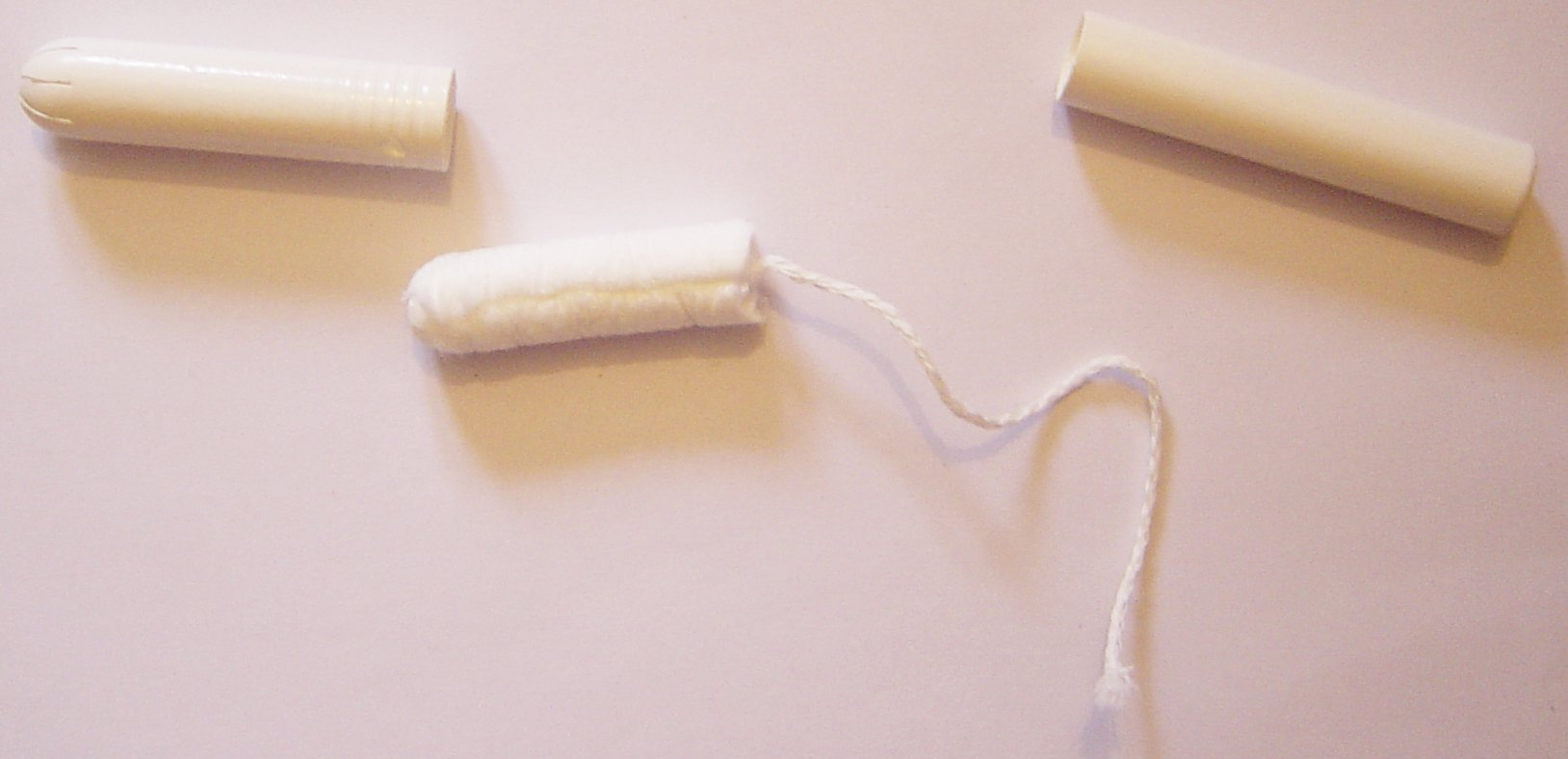
Einzelteile eines Tampons und Vaginalapplikator.

## Belege
1. ↑  Hormon-Spezialisten: Welche Risiken birgt eine lokale Östrogen-Therapie?
2. ↑  Bundesinstitut für Arzneimittel und Medizinprodukte: Hochdosierte, estradiolhaltige Cremes: Neue Überprüfung der Risiken
3. ↑  Stichwort „Vaginalapplikator“ in Pschyrembel Wörterbuch Sexualität. Walter de Gruyter, Berlin 2006; Seite 564. ISBN 3-11-016965-7.